# Vernon, Ardèche
Vernon är en kommun i departementet Ardèche i regionen Auvergne-Rhône-Alpes i sydöstra Frankrike. Kommunen ligger  i kantonen Joyeuse som ligger i arrondissementet Largentière. År 2022 hade Vernon 223 invånare.

## Befolkningsutveckling
Antalet invånare i kommunen Vernon
Referens: INSEE